# Monte Akutan
El monte Akutan, oficialmente el Pico Akutan, es un "estratovolcán" en las islas Aleutianas de Alaska. Akutan contiene una caldera de 2 km de ancho formada durante una gran erupción explosiva hace unos 1600 años. La actividad eruptiva reciente se originó a partir de un gran cono de ceniza en la parte NE de la caldera. Ha sido la fuente de erupciones explosivas frecuentes con efusión de lava ocasional que cubre el piso de la caldera. Un flujo de lava en 1978 viajó a través de una brecha estrecha en el borde de la caldera norte a menos de 2 km de la costa. Un pequeño lago ocupa parte del piso de la caldera. Dos centros volcánicos se encuentran en el flanco NO: el pico de lava es de edad pleistocena; y, un cono de ceniza más bajo en el flanco que produjo un flujo de lava en 1852 que extendió la costa de la isla y forma el Punto de Lava. Una caldera más antigua, en su mayoría enterrada, parece haberse formado en el Pleistoceno u Holoceno, mientras que la caldera actual se formó en una erupción I.E.V. -5 en 340 A. C. Se han registrado 33 erupciones confirmadas en Akutan, por lo que es el volcán con más erupciones en Alaska.
El volcán entró en erupción más recientemente en 1992, pero todavía hay actividad fumarólica en la base de Lava Point y hay aguas termales al noreste de la caldera. En marzo de 1996, un enjambre de terremotos fue seguido por la deformación del edificio volcánico, incluyendo una bajada del lado oriental y un aumento del lado occidental del volcán.

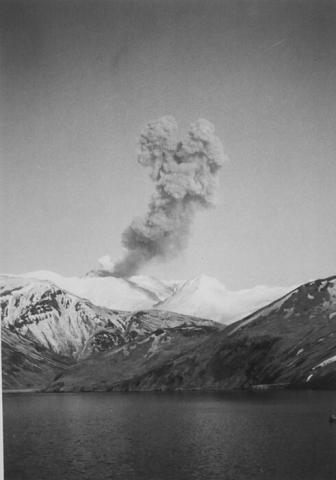
Erupción del Akutan